# Andrena akitsushimae
Andrena akitsushimae là một loài Hymenoptera trong họ Andrenidae. Loài này được Tadauchi & Hirashima mô tả khoa học năm 1984.